# Новохохловська (платформа)
Новохохловська (рос. Новохохловская) — зупинний пункт/пасажирська платформа Курського напрямку Московської залізниці, у складі лінії МЦД-2. Розташовано у Москві. Утворює транспортний вузол (ТПВ) з платформою Новохохловська Московського центрального кільця. Конструкція у формі скляного куба сполучена з містом прозорою галереєю переходу.

## Розташування
Платформа Новохохловська знаходиться у Нижньогородському районі між платформами «Калитники» та «Текстильщики» за 5 км від «Москва-Пасажирська-Курська» на Курськом напрямку Московської залізниці
Острівна платформа будувалася на захід від існуючих двох головних колій перегону. Перед відкриттям обидві головні колії були перекладені на нові осі. На звільненому місці планується прокладання третьої та четвертої головної колії.

## Опис
Зупинний пункт має острівну пасажирську платформу та надземний перехід, за допомогою якого може здійснюватися вихід в місто і пересадка на МЦК. Платформа обладнана лавами, енергозберігаючим освітленням та навігаційними стелами. Наземний вестибюль станції виконаний у вигляді двоповерхового будинку з металоконструкцій зі скляним фасадом. Передбачене «безбар'єрне» середовище, включаючи ескалатори та ліфт для маломобільних громадян.
Загальна площа зупинного пункту і ТПВ становить 1580 м².
Платформа інтегрована з однойменною платформою Московського центрального кільця. Пункти зупинок сполучає засклений надземний пішохідний перехід.

## Пересадка
- Станцію МЦК  Новохохловська
- Автобуси: с755